# Långholm (vid Keistiö, Iniö)
Långholm är en ö i Finland.   Den ligger i kommunen Pargas i landskapet Egentliga Finland, i den sydvästra delen av landet, 200 km väster om huvudstaden Helsingfors. Arean är 0,29 kvadratkilometer.
Terrängen på Långholm är mycket platt. Öns högsta punkt är 29 meter över havet. Den sträcker sig 0,7 kilometer i nord-sydlig riktning, och 1,1 kilometer i öst-västlig riktning.